# سینه‌سرخ (فیلم)
سینه سرخ فیلمی به کارگردانی و نویسندگی پرویز شیخ طادی محصول سال ۱۳۸۵ است.

## بازیگران
- مهدی احمدی
- سپیده گلچین
- علیرضا داوودنژاد
- رضا افشار
- یوسف مرادی
- سینا بلگوری
- شهاب الدین محمدی
- علیرضا شیخ الاسلامی
- رضا صفایی پور
- رامتین فرید